# Gonzague Vandooren
Gonzague Vandooren (Moeskroen, 19 augustus 1979) is een Belgisch voormalig betaald voetballer. Hij speelde meestal als linksachter voor K. Lierse SK, Standard Luik, KRC Genk en Excelsior Moeskroen. Aanvankelijk was hij spits of linkshalf en geen verdediger. 

## Spelerscarrière
| seizoen                         | club                | land   | klasse             | wedst | goals |
| ------------------------------- | ------------------- | ------ | ------------------ | ----- | ----- |
| 1997-1998                       | Excelsior Moeskroen | België | Jupiler Pro League | 19    | 4     |
| 1998-1999                       | Excelsior Moeskroen | België | Jupiler Pro League | 32    | 4     |
| 1999-2000                       | Excelsior Moeskroen | België | Jupiler Pro League | 26    | 3     |
| 2000-2001                       | K. Lierse SK        | België | Jupiler Pro League | 17    | 2     |
| 2001-2002                       | Standard Luik       | België | Jupiler Pro League | 28    | 5     |
| 2002-2003                       | Standard Luik       | België | Jupiler Pro League | 31    | 4     |
| 2003-2004                       | Standard Luik       | België | Jupiler Pro League | 29    | 1     |
| 2004-2005                       | Standard Luik       | België | Jupiler Pro League | 19    | 0     |
| 2005-2006                       | KRC Genk            | België | Jupiler Pro League | 21    | 0     |
| 2006-2007                       | KRC Genk            | België | Jupiler Pro League | 20    | 2     |
| 2007-2008                       | KRC Genk            | België | Jupiler Pro League | 12    | 1     |
| 2007-2008                       | Excelsior Moeskroen | België | Jupiler Pro League | 11    | 0     |
| 2008-2009                       | Excelsior Moeskroen | België | Jupiler Pro League | 24    | 4     |
| 2009-2010                       | Excelsior Moeskroen | België | Jupiler Pro League | 12    | 0     |
| 2009-2010                       | Lierse SK           | België | Exqi League        | 14    | 1     |
| 2010-2011                       | Lierse SK           | België | Jupiler Pro League | 12    | 1     |
| 2011-2012                       | Lierse SK           | België | Jupiler Pro League | 17    | 0     |
| Totaal                          | Totaal              | Totaal | Totaal             | 347   | 30    |
| Laatst bijgewerkt op 28-05-2012 |                     |        |                    |       |       |

## Trivia
Vandooren is getrouwd en heeft twee zonen.
2 Vinck ·
4 Frans ·
5 Boussaid ·
7 El-Gabas ·
8 Allach ·
11 Laurent ·
12 Kasmi ·
13 Buysens ·
14 Yakubu ·
15 Bourdin ·
16 Poelmans ·
17 Weuts ·
18 Wils ·
21 Sabir ·
22 Joachim ·
23 De Busser ·
24 Diarra ·
25 Binst ·
30 Goris ·
32 Andrei ·
34 Hall ·
39 Ntambwe ·
44 Janssens ·
44 Janssens ·
77 Yagan ·
Badibanga ·
Coach: Still